# Josh Reddick
William Joshua Reddick (ur. 19 lutego 1987) – amerykański baseballista występujący na pozycji prawozapolowego w Houston Astros.

## Początki kariery
Reddick w 2006 grał w drużynie uczelnianej Middle Georgia College, zrzeszonej w National Junior College Athletic Association. W czerwcu 2006 został wybrany w 2006 roku w siedemnastej rundzie draftu przez Boston Red Sox. Zawodową karierę rozpoczął w 2007 w Greenville Drive (poziom Class A), następnie grał w Portland Sea Dogs (Double-A). W 2008 był zawodnikiem Greenville Drive, Lancaster JetHawks (Class A-Advanced) oraz Porltand Sea Dogs. Sezon 2009 rozpoczął od występów w Portland.

## Major League Baseball

### Boston Red Sox
31 lipca 2009 otrzymał powołanie do 40-osobowego składu Boston Red Sox i tego samego dnia zadebiutował w Major League Baseball w meczu przeciwko Baltimore Orioles jako pinch hitter. 1 sierpnia, w swoim następnym występie, został pierwszym debiutantem w historii klubu od 1986, który zaliczył dwa double, wychodząc po raz pierwszy w podstawowym składzie. 2 sierpnia w meczu z Orioles zdobył pierwszego home runa w MLB. Sezon 2010 spędził głównie w Pawtucket Red Sox (Triple-A), w którym rozegrał 114 spotkań. 7 sierpnia 2011 w meczu przeciwko New York Yankees, w drugiej połowie dziesiątej zmiany, zaliczył pierwsze w swojej karierze dające zwycięstwo odbicie.

### Oakland Athletics
W grudniu 2011 w ramach wymiany zawodników przeszedł do Oakland Athletics. W sezonie 2012 został wyróżniony w American League spośród prawozapolowych, otrzymując Złotą Rękawicę, a w głosowaniu na najbardziej wartościowego zawodnika zajął 16. miejsce. 9 sierpnia 2013 zanotował pierwszy mecz w MLB, w którym zdobył dwa home runy. Następnego dnia zdobył kolejne dwa i został drugim w historii zawodnikiem Athletics, który zdobył pięć home runów w dwóch kolejnych występach.

### Los Angeles Dodgers
1 sierpnia 2016 w ramach wymiany przeszedł do Los Angeles Dodgers.

### Houston Astros
23 listopada 2016 jako wolny agent podpisał czteroletni kontrakt wart 52 miliony dolarów z Houston Astros. W kwietniu 2018 został drugim w historii klubu zawodnikiem, który zdobył dwa grand slamy w jednym miesiącu kalendarzowym. Dokonał tego 3 kwietnia w meczu przeciwko Baltimore Orioles oraz 21 kwietnia w meczu przeciwko Chicago White Sox.

## Nagrody i wyróżnienia
| Nagroda/wyróżnienie      | Lata | Źródło |
| Gold Glove Award         | 2012 | [ 7 ]  |
| Zwycięzca w World Series | 2017 | [ 2 ]  |